# Кардон, Вивьен
Вивьен Элизабет Кардон (англ. Vivien Elisabeth Cardone; род. 14 апреля 1993, Порт-Джефферсон, Нью-Йорк) — американская актриса. Наиболее известна по роли Дилии Браун в сериале «Любовь вдовца».

## Биография
Вивьен Кардон родилась в Порт-Джефферсон-Виллидж, в Лонг-Айленде, в штате Нью-Йорк в семье строителя и домохозяйки и стала вторым ребёнком из четырёх детей. Старшая сестра Оливия тоже стала актрисой. Имеет младшего брата Далласа и младшую сестру Лидию. Была названа в честь Вивьен Ли, любимой актрисы её матери.
Кардон начала актёрскую карьеру в возрасте 3 месяцев, снимаясь в рекламе брендов Pizza Hut , Sears, Pillsbury Company, Sherwin Williams и Prudential. Дебютировала в кино, снявшись в оскароносном фильме «Игры разума». Наиболее известной ролью актрисы является роль Дилии Браун в сериале «Любовь вдовца». Снималась там в течение четырёх сезонов, пока шоу не было закрыто в мае 2006 года. За данную роль она была номинирована на премию «Молодой актёр» в номинации «Лучшая женская роль второго плана». Снялась в фильме «Все дороги ведут домой», вышедшего в прокат в 2008 году. В нём она сыграла 12-летнюю девочку, которая должна была справиться от последствий потери своей матери в результате автокатастрофы. Ещё в фильме снялись такие актёры, как Питер Койоти и Джейсон Лондон. Также в этом фильме свою последнюю роль сыграл Питер Бойл. В 2010 году снялась в одном из эпизодов сериала «Закон и порядок: Преступное намерение».

## Фильмография
| Год  | Название               | Роль         | Примечания |
| ---- | ---------------------- | ------------ | ---------- |
| 2001 | Игры разума            | Марси        |            |
| 2008 | Все дороги ведут домой | Белль Лоулор |            |

| Год       | Название                              | Роль          | Примечания              |
| --------- | ------------------------------------- | ------------- | ----------------------- |
| 2002-2006 | Любовь вдовца                         | Дилия Браун   | 89 серий                |
| 2010      | Закон и порядок: Преступное намерение | Полетт Бартол | Эпизод: «Деликантность» |
| 2011      | Одна жизнь, чтобы жить                | Мишель        | 6 серий                 |